# Smoczy lot
Księga druga: Smoczy lot (ang. Flyte) – druga książka z cyklu powieści fantasy o młodym czarodzieju Septimusie Heapie, autorstwa angielskiej powieściopisarki Angie Sage. Seria opowiada o Septimusie Heapie, siódmym synu siódmego syna, obdarzonym nadzwyczaj magicznymi zdolnościami. Okładka książki jest wzorowana na książce z historii: Jak wychować smoka i przeżyć. Praktyczny przewodnik. z Zaklęciem Lotu leżącym na wierzchu.

## Fabuła
Od wydarzeń opisanych w Zakazanej magii minął rok. Septimus, nowy młody Uczeń Marcii Overstrand, Czarodziejki Nadzwyczajnej, przyzwyczaja się do nowych obowiązków i uczy się różnych Zaklęć i Uroków. Z kolei Jenna przyzwyczaja się do życia jako Księżniczka. Ale coś złowieszczego wisi w powietrzu. Marcia jest ciągle śledzona przez groźny Mroczny Cień, a brat Septimusa – Simon, który uważa, że najmłodszy brat podstępnie zajął miejsce należne najstarszemu – chce się zemścić sięgając nawet po Mroczną Magię.

## Adaptacja filmowa
12 czerwca 2007 w gazecie "The Times" ogłoszono, że wytwórnia Warner Bros. kupiła prawa do ekranizacji cyklu o Septimusie Heapie. Producentem będzie Karen Rosenfelt.